# Rallye Jeanne d'Arc
Le Rallye Jeanne d'Arc est une ancienne compétition automobile de rallye asphalte organisée sous l'égide de l'A.S.A.C. Ouest (puis de Normandie), traditionnellement à la fin du mois d'octobre.

## Histoire
Malgré une interruption prolongée au seuil des années 1960, elle est régulièrement disputée par la suite durant une trentaine d'années.
En 1973 et 1974, l'épreuve porte le nom de Critérium Jeanne d'Arc.
Elle est incorporée au championnat de France des rallyes de 1re division en 1976 et 1977.
Jean-Luc Thérier, pilote natif de Hodeng-au-Bosc (Haute-Normandie), l'a remportée à 5 reprises, et Charly Carcreff à 4 (en 2e division National).
Une version "Historic" de la course existe depuis 2003, essentiellement disputée depuis Rouen en Seine-Maritime.

## Palmarès
| Année       | Pilote                                  | Copilote                                | Voiture                                 |
| ----------- | --------------------------------------- | --------------------------------------- | --------------------------------------- |
| 1954        | Georges Houel                           |                                         | Alfa Romeo                              |
| 1955        | Épreuve non disputée (Accident du Mans) | Épreuve non disputée (Accident du Mans) | Épreuve non disputée (Accident du Mans) |
| 1956        | André Blanchard                         |                                         | Denzel 1300                             |
| 1957        | Pierre Noblet (Pertin)                  | Paul Cavrois (Lorica)                   | Ferrari 250 GT Passo Corto              |
| 1958 à 1964 | Épreuve non disputée                    | Épreuve non disputée                    | Épreuve non disputée                    |
| 1965        | Philippe Farjon                         |                                         | Porsche                                 |
| 1966        | Denis Gillet                            | Jean Todt                               | Ferrari Lusso                           |
| 1967        | Jean-Luc Thérier                        | Michel Dumont                           | Renault 8 Gordini                       |
| 1968        | Alain Cudini                            | M. Coron                                | Renault 8 Gordini                       |
| 1969        | Christian Coeuille                      | Melle Picoreau                          | Porsche                                 |
| 1970        | Maurice "Nus" Nusbaumer                 | Melle Picoreau                          | Alpine A110                             |
| 1971        | Jean-Luc Thérier                        | Jean-Louis Hervieu                      | Alpine A110                             |
| 1972        | Raymond Touroul                         | Anny-Charlotte Verney                   | Porsche 904                             |
| 1973        | Jean-Luc Thérier                        | Michel Vial                             | Alpine A110                             |
| 1974        | Raymond Touroul                         | Vincent Laverne                         | Porsche 931 (924 Turbo)                 |
| 1975        | Raymond Touroul                         | R. Rafestin                             | Porsche                                 |
| 1976        | Bernard Béguin                          | Jacques Delaval                         | Porsche 911 Carrera RSR                 |
| 1977        | Bernard Darniche                        | Alain Mahé                              | Lancia Stratos HF V6                    |
| 1978        | Épreuve non disputée                    | Épreuve non disputée                    | Épreuve non disputée                    |
| 1979        | Maurice "Nus" Nusbaumer                 | P. Lafitte                              | Porsche                                 |
| 1980        | Guillaume Sanson                        | Christian Mazloumian                    | Porsche 911 SC                          |
| 1981        | Christian Coeuille                      | Patrice Chonez                          | Alpine A310                             |
| 1982        | Francis Roussely                        | D. Dumesnil                             | Porsche 911 Carrera RSR                 |
| 1983        | Jean-Luc Thérier                        | Thierry Radiguet                        | Renault 5 Turbo                         |
| 1984        | Jean-Luc Thérier                        | Michel Vial                             | Renault 5 Turbo                         |
| 1985        | Alain Serpaggi                          | Françoise Lelievre                      | Renault 5 Turbo                         |
| 1986        | Pascal Thomasse                         | Patrick Maine                           | Renault 5 Maxi Turbo                    |
| 1987        | Charly Carcreff                         | Dominique Nusbaum                       | Renault 5 Maxi Turbo                    |
| 1988        | Christian Rigollet                      | Michel Bathelot                         | Ford Sierra RS Cosworth                 |
| 1989        | François Chatriot                       | Michel Périn                            | BMW M3                                  |
| 1990        | Charly Carcreff                         | Dominique Nusbaum                       | Scora Maxi                              |
| 1991        | Charly Carcreff                         | Dominique Nusbaum                       | Scora Maxi                              |
| 1992        | Charly Carcreff                         | Geoffray Carcreff                       | Scora Maxi                              |
| 1993        | Épreuve non disputée                    | Épreuve non disputée                    | Épreuve non disputée                    |
| 1994        | Hugues Delage                           | Marc Harcher                            | BMW M3                                  |